# Barichneumon perversus
Barichneumon perversus là một loài tò vò trong họ Ichneumonidae.